# Erethistoides cavatura
Erethistoides cavatura es una especie de peces de la familia Erethistidae en el orden de los Siluriformes.

## Morfología
• Los machos pueden llegar alcanzar los 3,3 cm de longitud total.
- Número de  vértebras: 29-30.[1]

## Hábitat
Es un pez de agua dulce y de clima tropical.

## Distribución geográfica
Se encuentran en Asia: el Nepal.